# Kunszentmiklós-Tass vasútállomás
Kunszentmiklós-Tass vasútállomás (átadáskori nevén, pár nap erejéig Kunszentmiklós) egy Bács-Kiskun vármegyei vasútállomás, Kunszentmiklós településen, a MÁV üzemeltetésében. A város nyugati határszéle mellett helyezkedik el, közúti elérését az 5205-ös útból délnek kiágazó 52 311-es számú mellékút biztosítja.
Az állomás 1880-as években épült felvételi épülete műemléki védelem alatt áll.

## Vasútvonalak
Az állomást az alábbi vasútvonalak érintik:
- Budapest–Kelebia-vasútvonal
- Kunszentmiklós-Tass–Dunapataj-vasútvonal

## Kapcsolódó állomások
A vasútállomáshoz az alábbi állomások vannak a legközelebb:
- Dömsöd vasútállomás (Ferencváros vasútállomás, Budapest–Kelebia-vasútvonal)
- Bösztör vasútállomás (Kelebia vasútállomás, Budapest–Kelebia-vasútvonal)
- Szalkszentmárton vasútállomás (Dunapataj megállóhely, Kunszentmiklós-Tass–Dunapataj-vasútvonal)

## Megközelítése tömegközlekedéssel
Helyközi busz:  646

## Forgalom
| Járat | Útvonal | Gyakoriság |
| ----- | --- | ---------- |
|       | A vonalon a vasúti szolgáltatás szünetel, a vonatok helyett a Volánbusz járatai közlekednek. A legközelebbi buszmegálló: Kunszentmiklós, vasútállomás |            |

## A felvételi épület
Az 1880-as években, típusterv alapján épült, eklektikus stílusú felvételi épület ma műemléki védelem alatt áll. Alaprajza téglalap alakú, kétszintes, nyeregtetős épület. A vasút felőli homlokzata előtt félnyeregtetővel fedett, famellvéddel ellátott és faoszlopok sorával kísért folyosó húzódik, az épület délnyugati és északkeleti homlokzatán egy-egy háromszögoromzatos középrizalit emelkedik ki a fal síkjából. Másik két oldala mellett egy-egy földszintes, nyeregtetős melléképület áll (az egyik büféként, a másik irodaként, raktárként és vizesblokként szolgál), amelyeket a vágányok felőli folyosó köt össze a főépülettel. Az épületek nyílászárói téglalap alakúak és osztottak.